# 대청호미술관
대청호미술관은 충청북도 청주시 소재의 시립미술관이다.

## 연혁
- 2004년 10월 2일 개관.
- 2014년 7월 1일 통합 청주시 출범, 청주시립대청호미술관으로 명칭변경

## 시설 현황
- 1 층 : 사무실, 자료실, 준비실 (132m2) 제1전시실(152m2)
- 2 층 : 제2전시실(152m2), 제3전시실(142m2)
- 3 층 : 교육실(116m2)
- 야외 조각공원

## 관람 안내
관람요금
어린이 : 500원 (단체:300원)
청소년: 800원 (단체:600원)
어른: 1,000원 (단체:800원)